# Уильямс, Рис (футболист, 2001)
Рис Уильямс (англ. Rhys Williams; родился 3 февраля 2001 года, Англия) — английский футболист , защитник клуба «Ливерпуль», выступающий на правах аренды за «Моркам».

## Карьера
Рис — уроженец города Престон. Воспитанник академии футбольного клуба «Ливерпуль». С 15 лет выступает на позиции центрального защитника. В сезонах 2017/2018 и 2018/2019 выступал за юношей в Юношеской лиге УЕФА.
В августе 2019 года был отдан в аренду в клуб «Киддерминстер Харриерс», который выступал в Северной Национальной лиге. 3 августа дебютировал за него в поединке против «Лемингтона». Всего за сезон выходил на поле в 26 поединках, забил 1 мяч.
В сентябре 2020 года подписал долгосрочный контракт с «красными». 24 сентября 2020 года дебютировал за Ливерпуль в поединке Кубка Лиги против «Линкольн Сити», выйдя в стартовом составе и проведя на поле весь матч.
21 октября 2020 года дебютировал в Лиге чемпионов в поединке против «Аякса», выйдя на замену на 90-й минуте вместо Джеймса Милнера. Спустя неделю, во втором матче группового раунда против «Мидтьюлланна» также вышел на поле.
Является игроком юношеских и молодёжных сборных Англии. 7 октября дебютировал за сборную Англии до 21 года в поединке против Андорры.
31 августа 2021 года Рис Уильямс подписал новый контракт с «Ливерпулем» и перешел в «Суонси Сити» на правах аренды, первоначально рассчитанной до 30 июня 2022 года, но «Ливерпуль» отозвал его из аренды 20 января 2022 года.
19 июля 2022 года Рис Уильямс перешел в «Блэкпул» на правах аренды на сезон. Он дебютировал за клуб 29 июля в матче против «Рединга».

### Клубная карьера
По состоянию на 28 октября 2020 года
| Выступление            | Выступление                | Выступление      | Лига | Лига | Кубки | Кубки | Еврокубки | Еврокубки | Остальные | Остальные | Итого | Итого |
| Клуб                   | Лига                       | Сезон            | Игры | Голы | Игры  | Голы  | Игры      | Голы      | Игры      | Голы      | Игры  | Голы  |
| ---------------------- | -------------------------- | ---------------- | ---- | ---- | ----- | ----- | --------- | --------- | --------- | --------- | ----- | ----- |
| Киддерминстер Харриерс | Северная Национальная лига | 2019/2020        | 26   | 1    | 0     | 0     | 0         | 0         | 0         | 0         | 26    | 1     |
| Киддерминстер Харриерс | Итого                      | Итого            | 26   | 1    | 0     | 0     | 0         | 0         | 0         | 0         | 26    | 1     |
| Ливерпуль              | Премьер-лига               | 2020/2021        | 0    | 0    | 2     | 0     | 2         | 0         | 0         | 0         | 4     | 0     |
| Ливерпуль              | Итого                      | Итого            | 0    | 0    | 2     | 0     | 2         | 0         | 0         | 0         | 4     | 0     |
| Всего за карьеру       | Всего за карьеру           | Всего за карьеру | 26   | 1    | 2     | 0     | 2         | 0         | 0         | 0         | 30    | 1     |